# 周以典
周以典，江西南昌县人，明朝政治人物。

## 生平
万历三十八年（1610年）庚戌科进士。崇祯二年（1629年）担任广东惠州府知府。